# L'Envèrs de Pinascha
L'Envèrs de Pinascha (italià Inverso Pinasca, piemontès L'Invers ëd Pinasca) és un municipi italià, situat a la ciutat metropolitana de Torí, a la regió del Piemont. L'any 2007 tenia 659 habitants. Està situat a la Vall Chisone, una de les Valls Occitanes. Forma part de la Comunitat Muntanyenca Vall Chisone i Vall Germanasca. Limita amb els municipis de Perosa Argentina, Pinasca, Pomaretto, Pramollo, San Germano Chisone i Villar Perosa.

## Administració
| Període | Identitat        | Partit        |
| ------- | ---------------- | ------------- |
| 2004-   | Andrea Coucourde | Llista cívica |